# Barrett Foa
Barrett Foa (* 18. září 1977 New York) je americký herec, od roku 2009 známý z televizního seriálu Námořní vyšetřovací služba L. A. jako operační technik Eric Beale. Epizodní role měl i ve Vincentově světě, Vražedných číslech a jiných seriálech. Od roku 2001 účinkoval také na Broadwayi v muzikálu Mamma Mia! a dalších divadelních produkcích. Je otevřený gay.

## Život
Barrett Foa se narodil na Manhattanu v New Yorku. Již jako mladý vynikal svojí inteligencí a když ve věku tří let složil puzzle v rekordním čase, vyneslo mu to vstup do prestižní Daltonské školy. V této škole také strávil většinu svých studií. Čtyři roky strávil v Michiganu jako člen Interlochen Arts Camp, neziskové společnosti zabývajíc se uměním. Zde se také začal zajímat o divadlo.
Po dokončení Daltonské školy se přesunul na Michiganskou univerzitu, kde dále rozvíjel svůj talent pro hraní. Školu absolvoval s vyznamenáním.